# Patrice Brisebois
Joseph Jean-Guy Patrice Brisebois, född 27 januari 1971 i Montréal, är en kanadensisk racerförare och före detta professionell ishockeyspelare som tillbringade 18 säsonger i den nordamerikanska ishockeyligan National Hockey League (NHL), där han spelade för ishockeyorganisationerna Montreal Canadiens och Colorado Avalanche. Han producerade 420 poäng (98 mål och 322 assists) samt drog på sig 623 utvisningsminuter på 1 009 grundspelsmatcher. Brisebois spelade också på lägre nivåer för Fredericton Canadiens i American Hockey League (AHL), Kloten Flyers i Nationalliga A (NLA) och Titan de Laval och Voltigeurs de Drummondville i Ligue de hockey junior majeur du Québec (LHJMQ).
Han draftades i andra rundan i 1989 års draft av Montreal Canadiens som 30:e spelaren totalt.
Brisebois vann Stanley Cup med Canadiens för säsong 1992-1993.
Efter karriären var han utvecklingstränare för Canadiens mellan 2012 och 2014 och äger ett racingstall som kör i NASCAR Canadian Tire Series, där han gör sporadiska inhopp som förare. Han deltog också i 2015 års säsong av Ferrari Challenge North America – Trofeo Pirelli AM, där han kör för stallet Ferrari of Québec.

## Statistik
| 1986–1987    | Canadien de Montréal-Bourassa | LHMAAAQ      | 39   | 16 | 20  | 36  | —   | —  | —  | —  | —  | —   |
| 1987–1988    | Titan de Laval                | LHJMQ        | 48   | 10 | 34  | 44  | 95  | 6  | 0  | 2  | 2  | 2   |
| 1988–1989    | Titan de Laval                | LHJMQ        | 50   | 20 | 45  | 65  | 95  | 17 | 8  | 14 | 22 | 45  |
| 1989–1990    | Titan de Laval                | LHJMQ        | 56   | 18 | 70  | 88  | 108 | 13 | 7  | 9  | 16 | 26  |
| 1990–1991    | Montreal Canadiens            | NHL          | 10   | 0  | 2   | 2   | 4   | —  | —  | —  | —  | —   |
|              | Voltigeurs de Drummondville   | LHJMQ        | 54   | 17 | 44  | 61  | 72  | 14 | 6  | 18 | 24 | 49  |
| 1991–1992    | Montreal Canadiens            | NHL          | 26   | 2  | 8   | 10  | 20  | 11 | 2  | 4  | 6  | 6   |
|              | Fredericton Canadiens         | AHL          | 53   | 12 | 27  | 39  | 51  | —  | —  | —  | —  | —   |
| 1992–1993    | Montreal Canadiens            | NHL          | 70   | 10 | 21  | 31  | 79  | 20 | 0  | 4  | 4  | 18  |
| 1993–1994    | Montreal Canadiens            | NHL          | 53   | 2  | 21  | 23  | 63  | 7  | 0  | 4  | 4  | 6   |
| 1994–1995    | Montreal Canadiens            | NHL          | 35   | 4  | 8   | 12  | 26  | —  | —  | —  | —  | —   |
| 1995–1996    | Montreal Canadiens            | NHL          | 69   | 9  | 27  | 36  | 65  | 6  | 1  | 2  | 3  | 6   |
| 1996–1997    | Montreal Canadiens            | NHL          | 49   | 2  | 13  | 15  | 24  | 3  | 1  | 1  | 2  | 24  |
| 1997–1998    | Montreal Canadiens            | NHL          | 79   | 10 | 27  | 37  | 67  | 10 | 1  | 0  | 1  | 0   |
| 1998–1999    | Montreal Canadiens            | NHL          | 54   | 3  | 9   | 12  | 28  | —  | —  | —  | —  | —   |
| 1999–2000    | Montreal Canadiens            | NHL          | 54   | 10 | 25  | 35  | 18  | —  | —  | —  | —  | —   |
| 2000–2001    | Montreal Canadiens            | NHL          | 77   | 15 | 21  | 36  | 28  | —  | —  | —  | —  | —   |
| 2001–2002    | Montreal Canadiens            | NHL          | 71   | 4  | 29  | 33  | 25  | 10 | 1  | 1  | 2  | 2   |
| 2002–2003    | Montreal Canadiens            | NHL          | 73   | 4  | 25  | 29  | 32  | —  | —  | —  | —  | —   |
| 2003–2004    | Montreal Canadiens            | NHL          | 71   | 4  | 27  | 31  | 22  | 11 | 2  | 1  | 3  | 4   |
| 2004–2005    | Kloten Flyers                 | NLA          | 10   | 3  | 1   | 4   | 2   | —  | —  | —  | —  | —   |
| 2005–2006    | Colorado Avalanche            | NHL          | 80   | 10 | 28  | 38  | 55  | 9  | 0  | 1  | 1  | 4   |
| 2006–2007    | Colorado Avalanche            | NHL          | 33   | 1  | 10  | 11  | 22  | —  | —  | —  | —  | —   |
| 2007–2008    | Montreal Canadiens            | NHL          | 43   | 3  | 8   | 11  | 26  | 10 | 1  | 5  | 6  | 6   |
| 2008–2009    | Montreal Canadiens            | NHL          | 62   | 5  | 13  | 18  | 19  | 1  | 0  | 0  | 0  | 0   |
| NHL totalt   | NHL totalt                    | NHL totalt   | 1009 | 98 | 322 | 420 | 623 | 98 | 9  | 23 | 32 | 76  |
| AHL totalt   | AHL totalt                    | AHL totalt   | 53   | 12 | 27  | 39  | 51  | —  | —  | —  | —  | —   |
| NLA totalt   | NLA totalt                    | NLA totalt   | 10   | 3  | 1   | 4   | 2   | —  | —  | —  | —  | —   |
| LHJMQ totalt | LHJMQ totalt                  | LHJMQ totalt | 208  | 65 | 193 | 258 | 370 | 50 | 21 | 43 | 64 | 122 |